# Екзархія
37°59′10″ пн. ш. 23°44′05″ сх. д. / 37.98611° пн. ш. 23.73472° сх. д.
Екзархія (грец. Εξάρχεια) — один з центральних районів Афін. Межує на сході з районом Колонакі, обрамлений вулицями Патісіон, Панепістиміу, Солонос та проспектом Александрас. Район обслуговують кілька автобусних, тролейбусних маршрутів, а також станції Афінського метрополітену «Панепістиміо», «Омонія» та «Вікторія».
В межах району Екзархія розташовані історичний корпус Афінського національного технічного університету, Національний археологічний музей в Афінах, а також пагорб Стрефіс. Життя району дуже жваве. Вулицю Стурнарі із численними роздрібними магазинами комп'ютерної та цифрової техніки часто називають силіконовою долиною Греції. В Екзархії досі діє найстаріший кінотеатр Афін «Вокс».

## Історія
Район Екзархія створений між 1870 і 1880 роками, на тодішньому краю міста. Назва походить від імені купця Екзархоса (грец. Έξαρχος), який у цьому районі відкрив перший універсальний магазин в місті.
З тих пір часто відігравав важливу роль у громадському і політичному житті Греції. З Екзархії у листопаді 1973 року почалось Повстання в Афінському Політехнічному університеті. Нині Екзархія відома як притулок афінських анархістів, крайніх соціалістів, націоналістів. Водночас, будучи центральним районом міста, тут мешкає багато представників інтелектуальної еліти грецької столиці. У грудні 2008 року в Екзархії поліцейський у сутичці з підлітками-анархістами застрілив 15-річного Александроса Грігоропулоса, що викликало хвилю тривалих масових заворушень по всій Греції та Західній Європі.

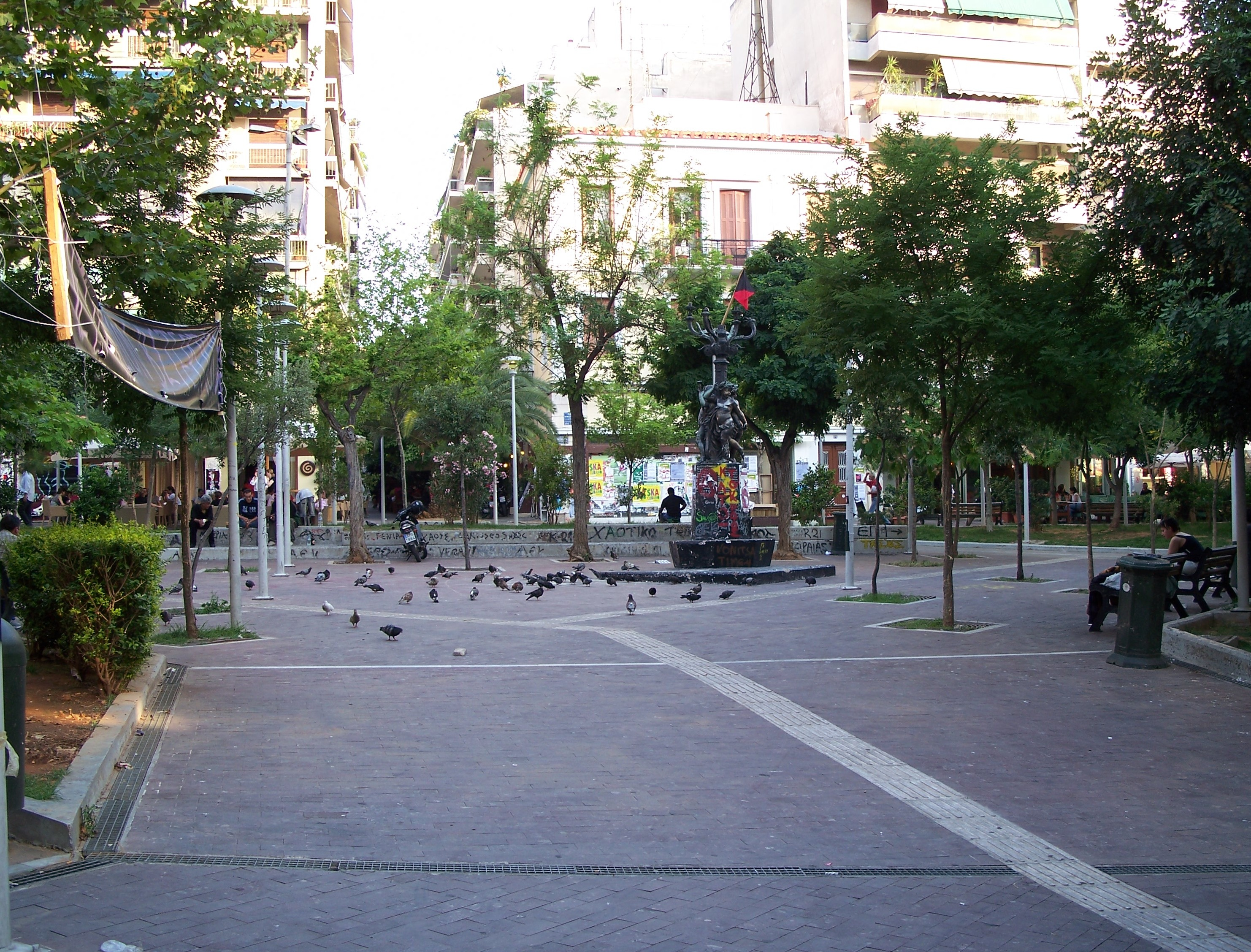
Центральна площа, 2007 рік
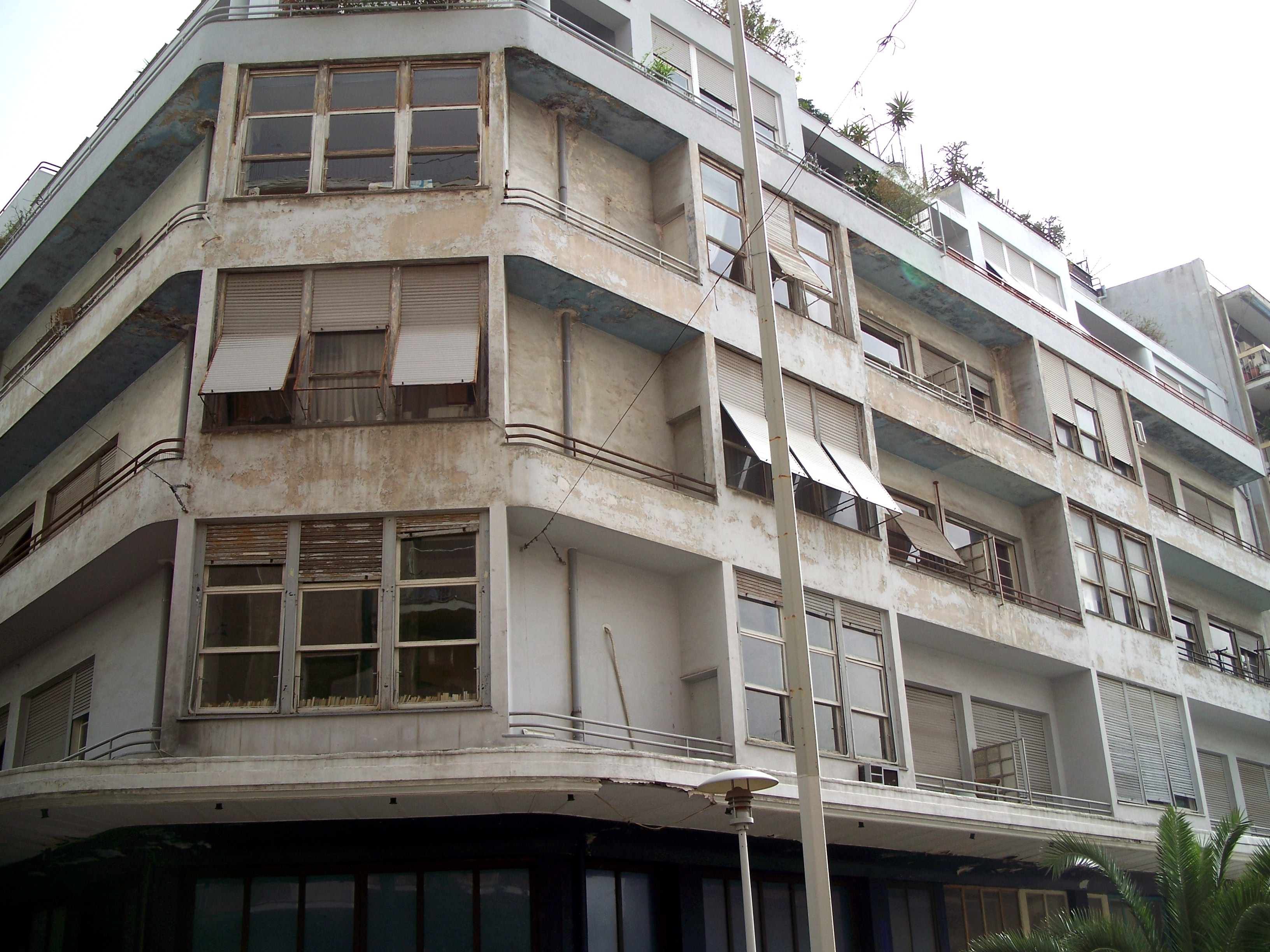
Голуба будівля, 1932-33 рр., архітектор Кіріакос Панайотакіс
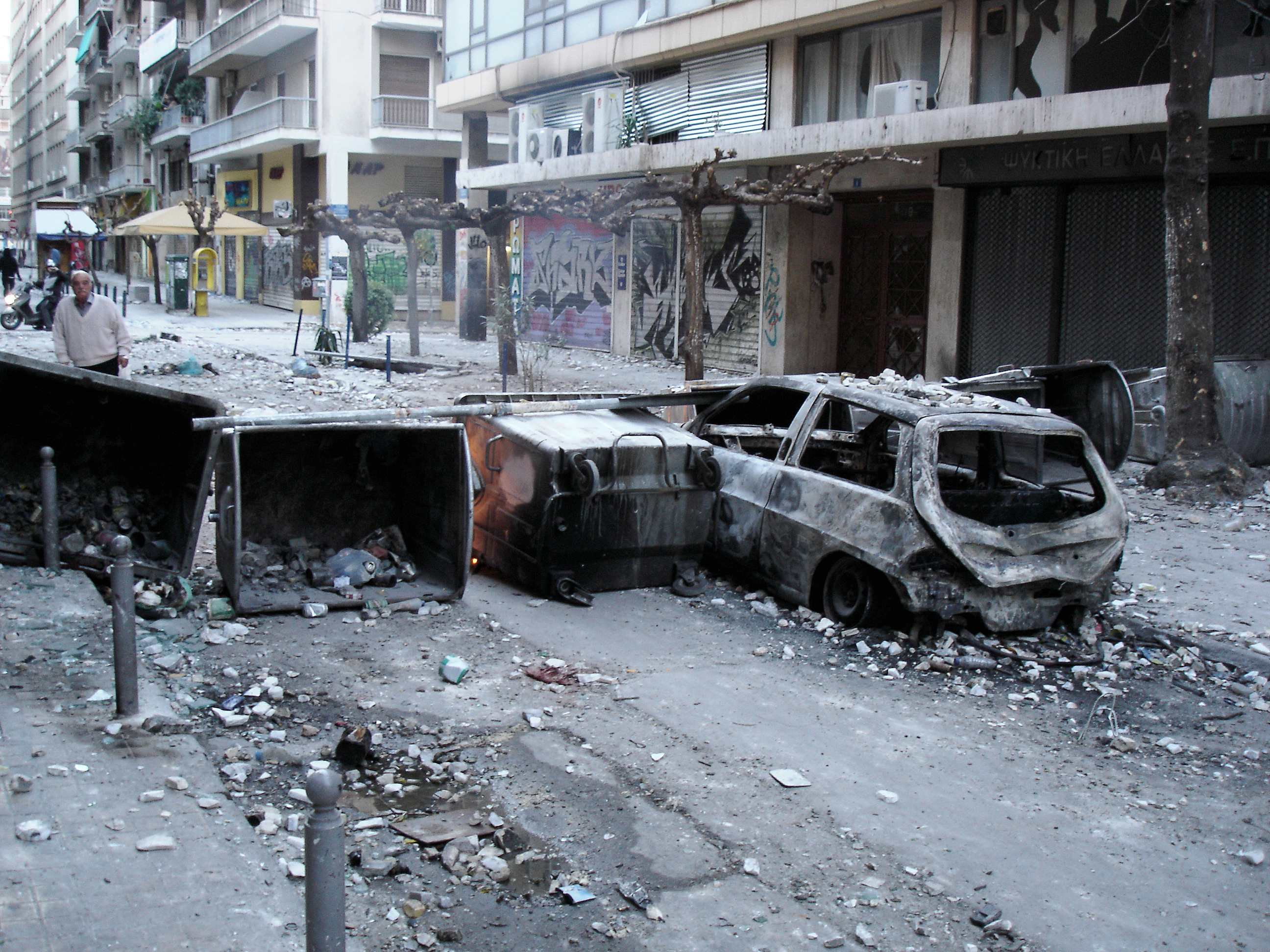
Екзархія під час заворушень 2008 року